# Besse (Dordogne)
Pour les articles homonymes, voir Besse.
Besse est une commune française située dans le département de la Dordogne, en région Nouvelle-Aquitaine.

## Géographie

### Généralités
Dans le quart sud-est du département de la Dordogne, limitrophe du département du Lot et bordée à l'ouest par la Lémance, la commune de Besse est située en Périgord noir.
À l'intersection des routes départementales (RD) 57 et 57E, le petit bourg de Besse est situé, en distances orthodromiques, cinq kilomètres au nord-nord-est de Villefranche-du-Périgord, et dix-sept kilomètres à l'est de Monpazier.
La commune est également desservie au sud-est par la RD 45, au nord par la RD 54 et à l'ouest par la RD 60.

### Communes limitrophes
Besse est limitrophe de sept autres communes dont une dans le département du Lot. Au nord-est, le territoire de Campagnac-lès-Quercy est limitrophe sur 350 mètres et au nord-ouest, celui de Doissat sur 450 mètres.
| Doissat                | Saint-Pompon             | Campagnac-lès-Quercy |
| Prats-du-Périgord      | Besse                    | Marminiac (Lot)      |
| Saint-Cernin-de-l'Herm | Villefranche-du-Périgord |                      |

### Géologie et relief

#### Géologie
Situé sur la plaque nord du Bassin aquitain et bordé à son extrémité nord-est par une frange du Massif central, le département de la Dordogne présente une grande diversité géologique. Les terrains sont disposés en profondeur en strates régulières, témoins d'une sédimentation sur cette ancienne plate-forme marine. Le département peut ainsi être découpé sur le plan géologique en quatre gradins différenciés selon leur âge géologique. Besse est située dans le troisième gradin à partir du nord-est, un plateau formé de calcaires hétérogènes du Crétacé.
Les couches affleurantes sur le territoire communal sont constituées de formations superficielles du Quaternaire datant du Cénozoïque et de roches sédimentaires du Mésozoïque. La formation la plus ancienne, notée c3(1), date du Coniacien indiférencié, composée de marnes et calcaires argileux grisâtres à la base puis calcaires bioclastiques gréseux. La formation la plus récente, notée Fy3-z, fait partie des formations superficielles de type alluvions subactuelles à actuelles. Le descriptif de ces couches est détaillé dans  les feuilles « no 831 - Belvès » et « no 832 - Gourdon » de la carte géologique au 1/50 000 de la France métropolitaine, et leurs notices associées,.

Carte géologique de Besse.

#### Relief et paysages
Le département de la Dordogne se présente comme un vaste plateau incliné du nord-est (491 m, à la forêt de Vieillecour dans le Nontronnais, à Saint-Pierre-de-Frugie) au sud-ouest (2 m à Lamothe-Montravel). L'altitude du territoire communal varie quant à elle entre 170 m et 345 m,.
Dans le cadre de la Convention européenne du paysage entrée en vigueur en France le 1er juillet 2006, renforcée par la loi du 8 août 2016 pour la reconquête de la biodiversité, de la nature et des paysages, un atlas des paysages de la Dordogne a été élaboré sous maîtrise d’ouvrage de l’État et publié en octobre 2020. Les paysages du département s'organisent en huit unités paysagères et 14 sous-unités. La commune fait partie du Périgord noir, un paysage vallonné et forestier, qui ne s’ouvre que ponctuellement autour de vallées-couloirs et d’une multitude de clairières de toutes tailles. Il s'étend du nord de la Vézère au sud de la Dordogne (en amont de Lalinde) et est riche d’un patrimoine exceptionnel.
La superficie cadastrale de la commune publiée par l'Insee, qui sert de référence dans toutes les statistiques, est de 16,20 km2,,. La superficie géographique, issue de la BD Topo, composante du Référentiel à grande échelle produit par l'IGN, est quant à elle de 16,68 km2.

### Hydrographie

#### Réseau hydrographique
La commune est située pour une partie infime dans le bassin de la Dordogne et quasiment en intégralité dans le bassin de la Garonne au sein du Bassin Adour-Garonne. Elle est drainée par la Lémance, le Caverieux, la Bessoulière et la Mer, qui constituent un réseau hydrographique de 15 km de longueur totale,.
La Lémance, d'une longueur totale de 34,53 km, prend sa source dans la commune de Prats-du-Périgord et se jette en rive droite du Lot en Lot-et-Garonne, en limite de Fumel et Monsempron-Libos, face à Saint-Vite,. Elle sert de limite communale à l'ouest sur deux kilomètres, face à Prats-du-Périgord et Saint-Cernin-de-l'Herm.
Trois de ses affluents de rive gauche arrosent la commune :
- le Caverieux sert sur toute sa longueur, soit près de sept kilomètres, de limite sud à la commune, face à Marminiac et Villefranche-du-Périgord ;
- la Mer sert de limite naturelle au nord-ouest sur un kilomètre, face à Prats-du-Périgord ;
- la Bessoulière prend sa source sur la commune, au nord-est du bourg, et arrose le territoire sur plus de trois kilomètres.

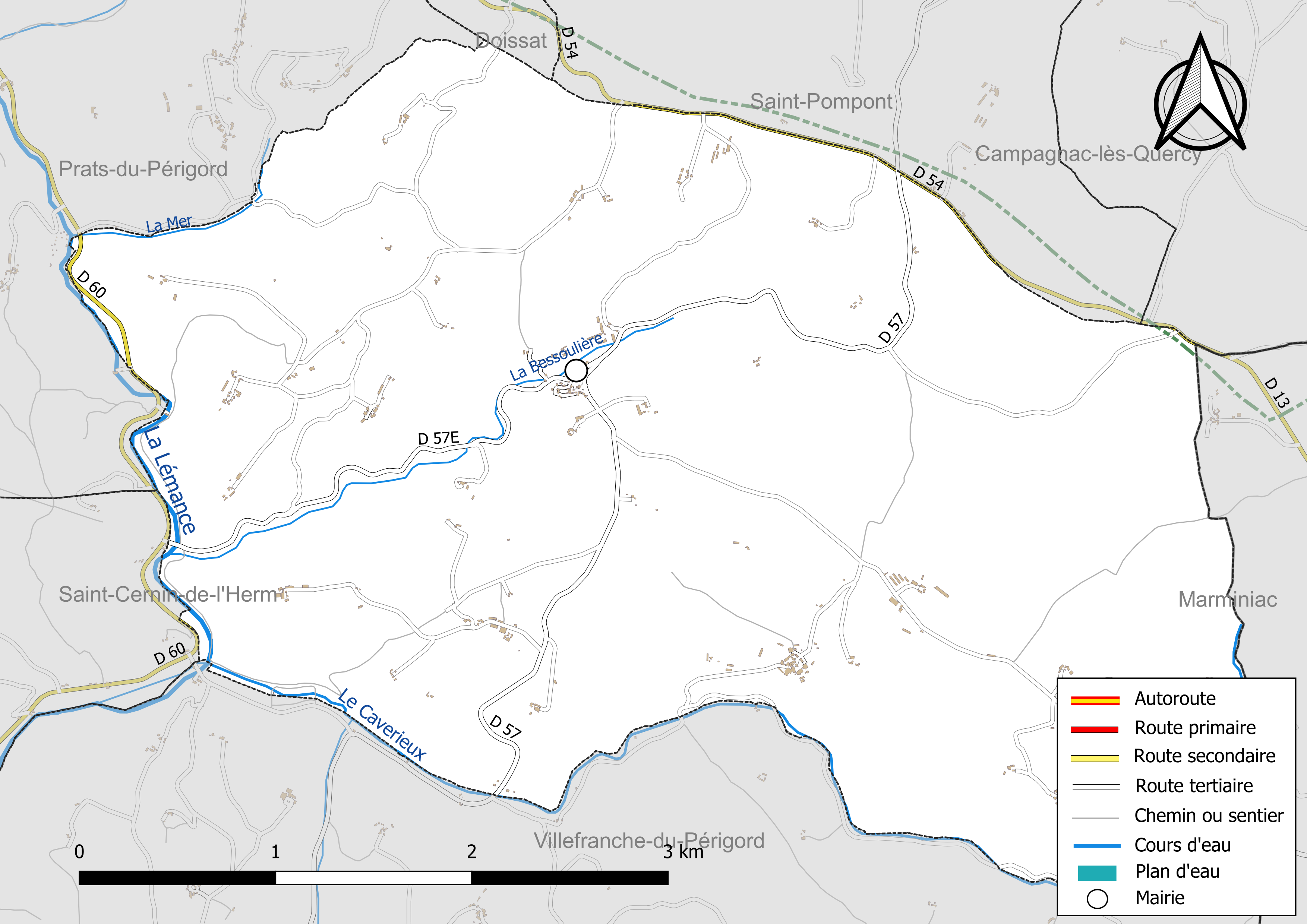
Réseaux hydrographique et routier de Besse[Note 3].
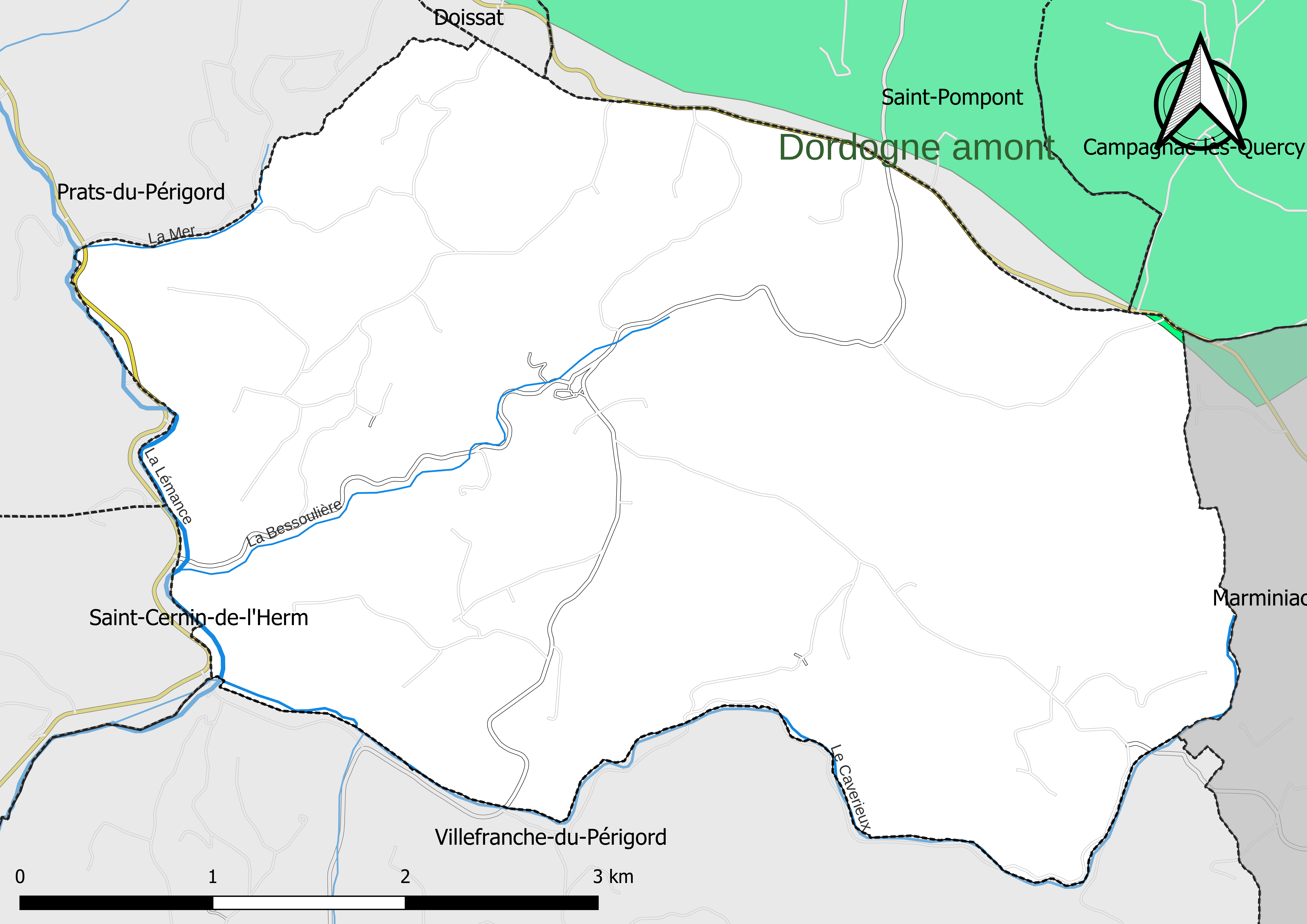
Carte des schémas d'aménagement et de gestion des eaux (SAGE) couvrant le territoire communal de Besse.

#### Gestion et qualité des eaux
Le territoire communal est couvert très partiellement par le schéma d'aménagement et de gestion des eaux (SAGE) « Dordogne amont ». Ce document de planification, dont le territoire s'étend des sources de la Dordogne jusqu'à la confluence de la Vézère à Limeuil, d'une superficie de 9 700 km2 est en cours d'élaboration. La structure porteuse de l'élaboration et de la mise en œuvre est l'établissement public territorial de bassin de la Dordogne (EPIDOR). Il définit sur son territoire les objectifs généraux d’utilisation, de mise en valeur et de protection quantitative et qualitative des ressources en eau superficielle et souterraine, en respect des objectifs de qualité définis dans le troisième SDAGE du Bassin Adour-Garonne qui couvre la période 2022-2027, approuvé le 10 mars 2022.
Seule une infime partie orientale de la commune, au niveau du Poteau de Bru, en limite de Campagnac-lès-Quercy et Marminiac, est rattachée au SAGE Dordogne amont. Le reste du territoire communal de dépend d'aucun SAGE en 2022.
La qualité des eaux de baignade et des cours d’eau peut être consultée sur un site dédié géré par les agences de l’eau et l’Agence française pour la biodiversité.

### Climat
Pour des articles plus généraux, voir Climat de la Nouvelle-Aquitaine et Climat de la Dordogne.
Historiquement, la commune est exposée à un climat océanique aquitain.  
En 2020, Météo-France publie une typologie des climats de la France métropolitaine dans laquelle la commune est exposée à un climat océanique altéré et est dans la région climatique  Aquitaine, Gascogne, caractérisée par une pluviométrie abondante au printemps, modérée en automne, un faible ensoleillement au printemps, un été chaud (19,5 °C), des vents faibles, des brouillards fréquents en automne et en hiver et des orages fréquents en été (15 à 20 jours).
Pour la période 1971-2000, la température annuelle moyenne est de 12,1 °C, avec  une amplitude thermique annuelle de 15,5 °C. Le cumul annuel moyen de précipitations est de 935 mm, avec 12 jours de précipitations en janvier et 6,5 jours en juillet. Pour la période 1991-2020, la température moyenne annuelle observée sur la station météorologique la plus proche, située sur la commune de Pays de Belvès à 14 km à vol d'oiseau, est de 13,0 °C et le cumul annuel moyen de précipitations est de 888,2 mm,. Pour l'avenir, les paramètres climatiques de la commune estimés pour 2050 selon différents scénarios d’émission de gaz à effet de serre sont consultables sur un site dédié publié par Météo-France en novembre 2022.

## Urbanisme

### Typologie
Au 1er janvier 2024, Besse est catégorisée commune rurale à habitat très dispersé, selon la nouvelle grille communale de densité à 7 niveaux définie par l'Insee en 2022.
Elle est située hors unité urbaine et hors attraction des villes,.

### Occupation des sols
L'occupation des sols de la commune, telle qu'elle ressort de la base de données européenne d’occupation biophysique des sols Corine Land Cover (CLC), est marquée par l'importance des forêts et milieux semi-naturels (72,7 % en 2018), une proportion sensiblement équivalente à celle de 1990 (72,4 %). La répartition détaillée en 2018 est la suivante : 
forêts (72,7 %), zones agricoles hétérogènes (26,9 %), prairies (0,4 %). L'évolution de l’occupation des sols de la commune et de ses infrastructures peut être observée sur les différentes représentations cartographiques du territoire : la carte de Cassini (XVIIIe siècle), la carte d'état-major (1820-1866) et les cartes ou photos aériennes de l'IGN pour la période actuelle (1950 à aujourd'hui).

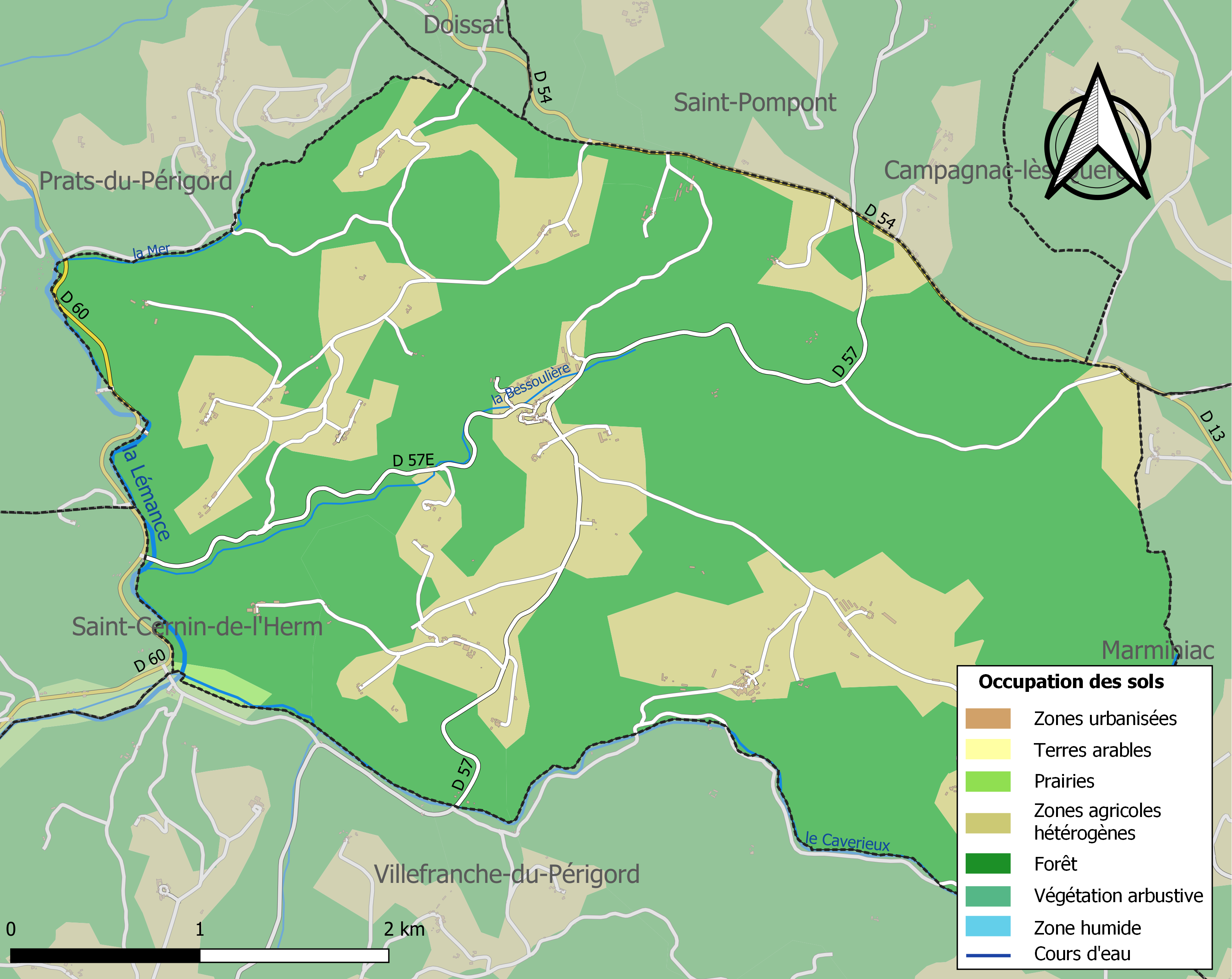
Carte des infrastructures et de l'occupation des sols de la commune en 2018 (CLC).

### Villages, hameaux et lieux-dits
Outre le bourg de Besse proprement dit, le territoire se compose d'autres villages ou hameaux, ainsi que de lieux-dits :
- l'Aiguillou
- les Ayles
- la Barte
- Bois d'Aussou
- la Can
- le Colombier
- Combillou
- la Couane
- Croix du Faux
- Fargayre
- la Française
- Gavaudel
- la Grangette
- Jean d'Estève
- Jouhanis
- le Lac de Bernard
- la Lacasse
- la Laysse
- Lespinassette
- Leyfonds
- Leymail
- Maisonneuve
- le Mas d'Estieu
- Massoulet
- le Mastin
- Micoulaud
- la Millière
- le Moulin des Ayles
- le Moulinal
- Passéjou
- le Perrier
- Peyre Billière
- Peyronnet
- le Pied
- le Poteau de Bru
- Pouchou
- Pourqueyrol
- Rueyre
- Saint-Geniés
- le Sorbier
- Soubeyroux
- le Télégraphe
- Tounissou
- Tournayrat
- Veyrine
- les Vitarels
- les Vitarelles.

### Prévention des risques
Le territoire de la commune de Besse est vulnérable à différents aléas naturels : météorologiques (tempête, orage, neige, grand froid, canicule ou sécheresse), feux de forêts, mouvements de terrains et séisme (sismicité très faible). Un site publié par le BRGM permet d'évaluer simplement et rapidement les risques d'un bien localisé soit par son adresse soit par le numéro de sa parcelle.
Besse est exposée au risque de feu de forêt. L’arrêté préfectoral du 14 mars 2013 fixe les conditions de pratique des incinérations et de brûlage dans un objectif de réduire le risque de départs d’incendie. À ce titre, des périodes sont déterminées : interdiction totale du 15 février au 15 mai et du 15 juin au 15 octobre, utilisation réglementée du 16 mai au 14 juin et du 16 octobre au 14 février. En septembre 2020, un plan inter-départemental de protection des forêts contre les incendies (PidPFCI) a été adopté pour la période 2019-2029,.

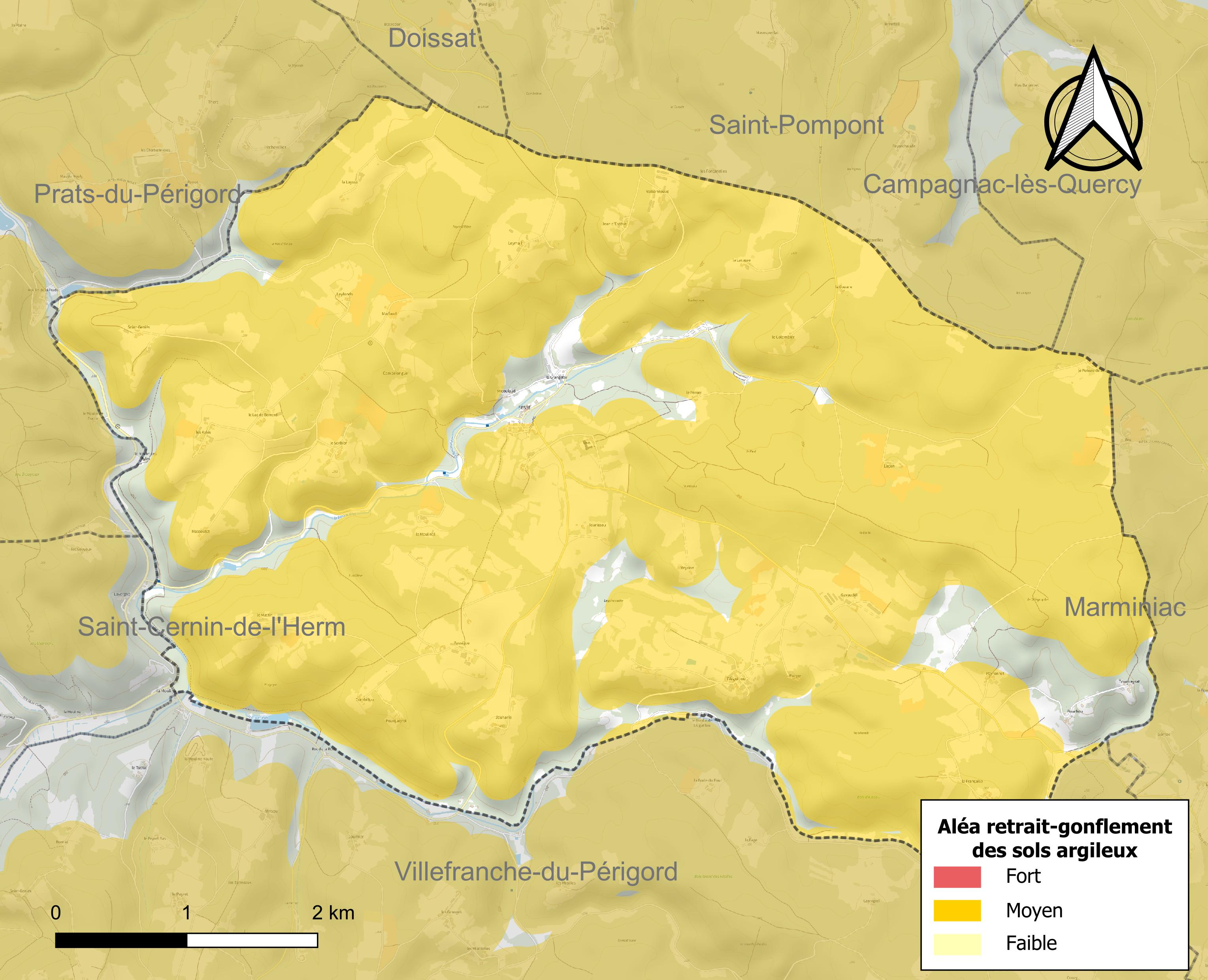
Carte des zones d'aléa retrait-gonflement des sols argileux de Besse.

Les mouvements de terrains susceptibles de se produire sur la commune sont des tassements différentiels. Le retrait-gonflement des sols argileux est susceptible d'engendrer des dommages importants aux bâtiments en cas d’alternance de périodes de sécheresse et de pluie. 88,1 % de la superficie communale est en aléa moyen ou fort (58,6 % au niveau départemental et 48,5 % au niveau national métropolitain). Depuis le 1er octobre 2020, en application de la loi ÉLAN, différentes contraintes s'imposent aux vendeurs, maîtres d'ouvrages ou constructeurs de biens situés dans une zone classée en aléa moyen ou fort,.
La commune a été reconnue en état de catastrophe naturelle au titre des dommages causés par les inondations et coulées de boue survenues en 1982 et 1999 et par des mouvements de terrain en 1999.

## Toponymie
Le nom de la commune se réfère au bouleau. La première mention écrite connu du lieu date de l'an 1310 sous la forme Bessia, dérivée de l'occitan bessa désignant un « bois de bouleaux », elle-même dérivée du gaulois °bettia, issu d'une racine celtique. Le nom de la proche forêt de la Bessède, située entre Belvès et Cadouin, procède de la même origine.
En occitan, la commune porte le nom de Beça.

## Politique et administration

### Administration municipale
La population de la commune étant comprise entre 100 et 499 habitants au recensement de 2017, onze conseillers municipaux ont été élus en 2020,.

### Liste des maires

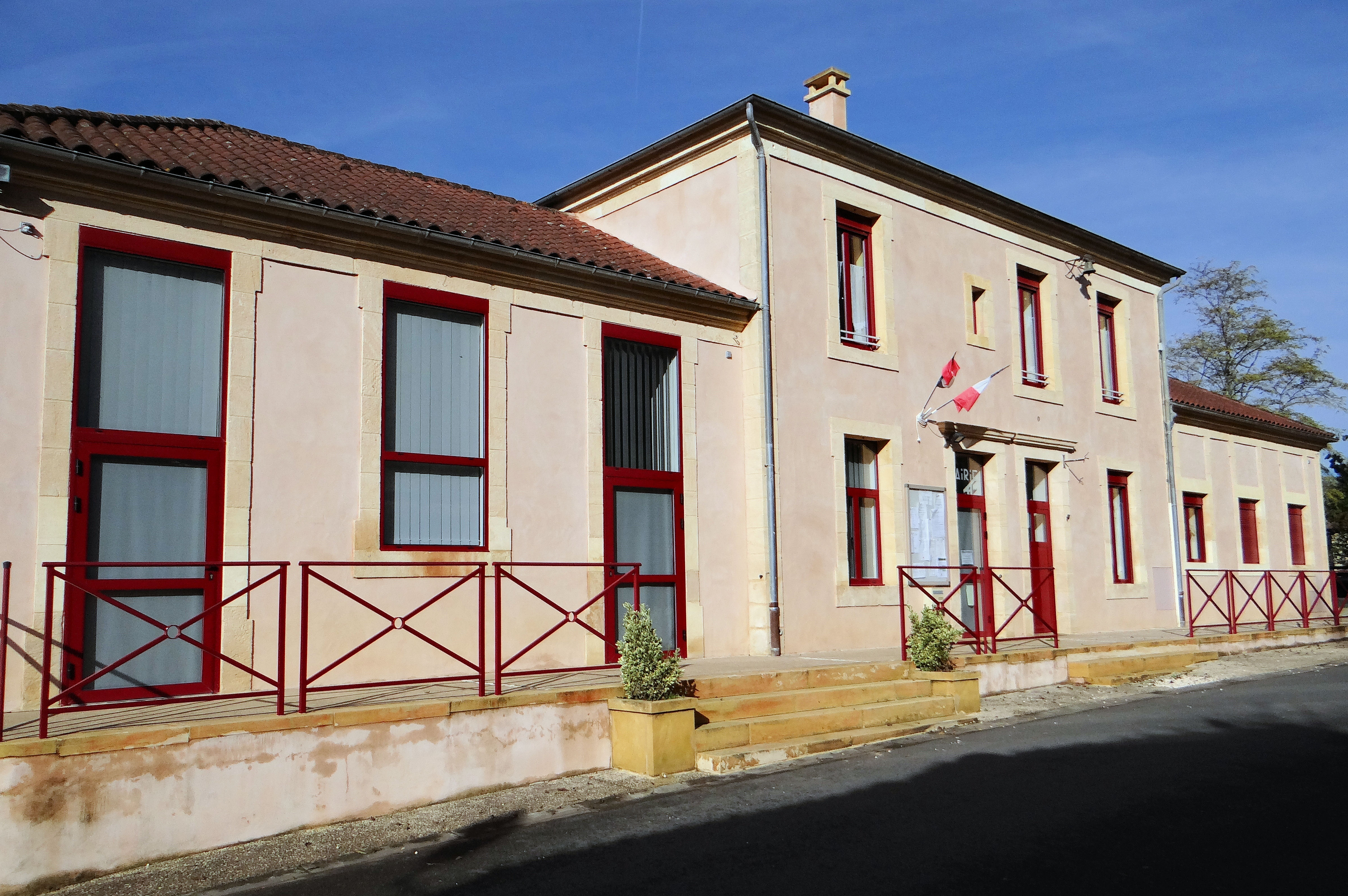
La mairie.

| Période                                  | Période      | Identité         | Étiquette | Qualité |
| ---------------------------------------- | ------------ | ---------------- | --------- | ------- |
| Les données manquantes sont à compléter. |              |                  |           |         |
|                                          |              |                  |           |         |
| mars 1977                                | mars 2008    | Marcel Mezergues | DVD       |         |
| mars 2008                                | octobre 2009 | Daniel Mezergues | SE        |         |
| décembre 2009 (réélu en mai 2020)        | En cours     | Francis Malvy    |           |         |

## Équipements et services publics

### Justice
Dans le domaine judiciaire, Besse relève : 
- du tribunal de proximité de Sarlat-la-Canéda ;
- du tribunal judiciaire, du tribunal pour enfants, du conseil de prud'hommes et du tribunal de commerce de Bergerac ;
- du pôle Nationalité du tribunal judiciaire de Périgueux (compétent uniquement dans le domaine de la nationalité) ;
- de la cour d'appel et de la  cour administrative d'appel de Bordeaux.

## Population et société

### Démographie
Les habitants de Besse se nomment les Bessois.
L'évolution du nombre d'habitants est connue à travers les recensements de la population effectués dans la commune depuis 1793. Pour les communes de moins de 10 000 habitants, une enquête de recensement portant sur toute la population est réalisée tous les cinq ans, les populations de référence des années intermédiaires étant quant à elles estimées par interpolation ou extrapolation. Pour la commune, le premier recensement exhaustif entrant dans le cadre du nouveau dispositif a été réalisé en 2007.

En 2022, la commune comptait 153 habitants, en évolution de −1,92 % par rapport à 2016 (Dordogne : +0,37 %, France hors Mayotte : +2,11 %).
| 1793 | 1800 | 1806 | 1821 | 1831 | 1836 | 1841 | 1846 | 1851 |
| ---- | ---- | ---- | ---- | ---- | ---- | ---- | ---- | ---- |
| 560  | 471  | 587  | 525  | 638  | 618  | 636  | 690  | 662  |

| 1856 | 1861 | 1866 | 1872 | 1876 | 1881 | 1886 | 1891 | 1896 |
| ---- | ---- | ---- | ---- | ---- | ---- | ---- | ---- | ---- |
| 629  | 622  | 576  | 596  | 519  | 586  | 520  | 456  | 472  |

| 1901 | 1906 | 1911 | 1921 | 1926 | 1931 | 1936 | 1946 | 1954 |
| ---- | ---- | ---- | ---- | ---- | ---- | ---- | ---- | ---- |
| 443  | 422  | 359  | 319  | 283  | 266  | 258  | 263  | 222  |

| 1962 | 1968 | 1975 | 1982 | 1990 | 1999 | 2006 | 2007 | 2012 |
| ---- | ---- | ---- | ---- | ---- | ---- | ---- | ---- | ---- |
| 211  | 191  | 207  | 183  | 171  | 163  | 152  | 151  | 156  |

| 2017 | 2022 | - | - | - | - | - | - | - |
| ---- | ---- | - | - | - | - | - | - | - |
| 156  | 153  | - | - | - | - | - | - | - |

## Économie

### Emploi
En 2015, parmi la population communale comprise entre 15 et 64 ans, les actifs représentent 75 personnes, soit 48,4 % de la population municipale. Le nombre de chômeurs (treize) a augmenté par rapport à 2010 (neuf) et le taux de chômage de cette population active s'établit à 17,3 %.

### Établissements
Au 31 décembre 2015, la commune compte vingt-cinq établissements, dont seize dans l'agriculture, la sylviculture ou la pêche, trois dans la construction, deux au niveau des commerces, transports ou services, deux dans l'industrie, et deux relatifs au secteur administratif, à l'enseignement, à la santé ou à l'action sociale.

## Culture locale et patrimoine

### Lieux et monuments
- Château de Besse, XVIe et XVIIIe siècles

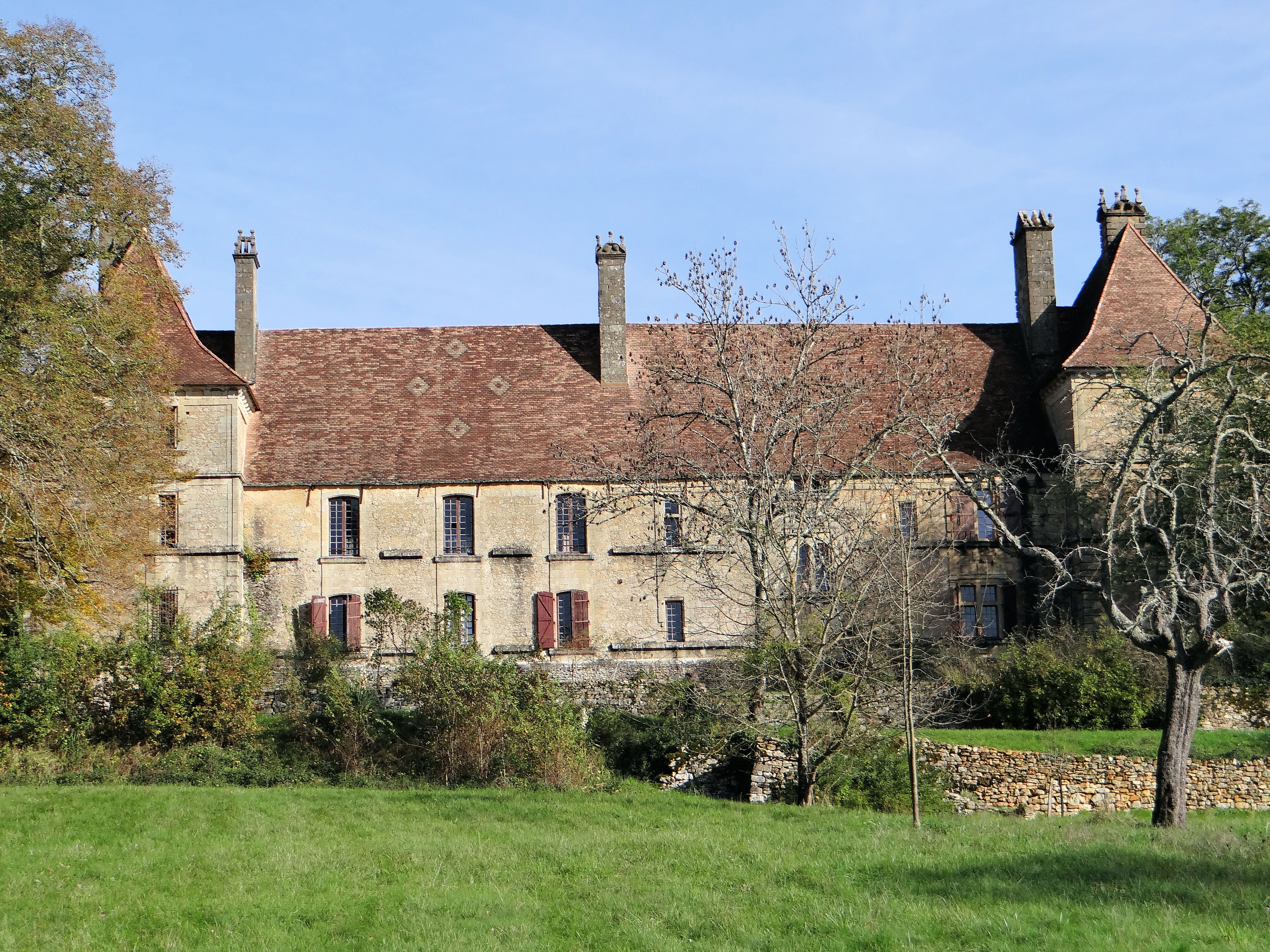
Le château de Besse.

- Église Saint-Martin, dont le chœur et le transept furent rebâtis aux XVe et XVIe siècles, la nef remontant aux XIe et XIIe siècles ; elle est classée monument historique depuis 1912 et renferme des peintures murales du XVIe siècle[55] ainsi qu'un maître-autel datant fin du XVIIe siècle, début du XVIIIe siècle, lui aussi classé au titre d'objet[56].
- Au lieu-dit Lucotet :
  - Scories provenant de forges gauloises.
  - Cromlech de douze grosses pierres de grès ferrugineux également espacées et rangées en cercle autour d'une treizième qui occupe le centre.
  - Dolmen.
  - Meules ayant appartenu à un camp romain.

## Héraldique
| Blason de Besse (Dordogne) | Blason  | D'azur à deux boeufs d'or l'un au-dessus de l'autre; à la filière du même. |
| Blason de Besse (Dordogne) | Détails | Le statut officiel du blason reste à déterminer.                           |

## Pour approfondir